# ويتني بيتون
ويتني بيتون (بالإنجليزية: Whitney Peyton)‏ هي رابر وممثلة أمريكية، (ولدت في فيلادلفيا في الولايات المتحدة القرن 20  م).

## وصلات خارجية
- الموقع الرسمي
- ويتني بيتون على موقع ميوزك برينز (الإنجليزية)
- ويتني بيتون على موقع ديسكوغز (الإنجليزية)